# Lady Ann Strait
Die Lady Ann Strait ist eine Wasserstraße im Jonessund im kanadischen Territorium Nunavut. Sie ist 30 km breit an der Stelle zwischen Kap Fitz Roy auf Devon Island im Südwesten und Coburg Island im Nordosten und mündet in die nordwestliche Baffin Bay.